# Faux positif
Un faux positif est le résultat d'une prise de décision dans un choix à deux possibilités (positif et négatif), déclaré positif, là où il est en réalité négatif. Le résultat peut être issu d'un test d'hypothèse, d'un algorithme de classification automatique, ou tout simplement d'un choix arbitraire.
| Statut supposé réel de l’objet topique | Statut supposé réel de l’objet topique | Statut par rapport au critère d’analyse | Statut par rapport au critère d’analyse |
| Qualité du constat                     | Qualité du sujet                       | Jugement affirmatif (cas symptomatique) | Jugement réfutatif (cas asymptomatique) |
| -------------------------------------- | -------------------------------------- | --------------------------------------- | --------------------------------------- |
| absence                                | exempt                                 | faux positif                            | vrai négatif                            |
| présence                               | concerné                               | vrai positif                            | faux négatif                            |

Dans la pratique, dans les cas où le résultat est utilisé pour avertir (alarme, détection de virus, etc), un faux positif est une fausse alarme.
Cependant, dans les domaines où le résultat espéré est positif, il convient de distinguer le faux positif et la fausse alarme. La fausse alarme étant alors le cas faux négatif.
Quand ce que l'on recherche est rare, et que le test utilisé n'est pas parfaitement spécifique, il est généralement beaucoup plus probable qu'un cas déclaré positif soit en réalité un faux positif.
La notion de faux positif est utilisée dans de nombreux domaines :
- en biologie et en médecine ;
- en informatique, en particulier

- en informatique documentaire / documentation automatique, sous le nom de bruit (ensemble des réponses non pertinentes) et
- en algorithmique quand l'exécution et le résultat sont randomisés ;
- en sécurité informatique, pour les logiciels anti-virus, les filtres anti-spam (un message ou programme valable injustement considéré comme nuisible par le filtre) ;
- dans la vérification et la validation logicielles comme en vérification formelle, ou vérification fonctionnelle des systèmes électronique ou en test logiciel
- en vidéo surveillance, pour la détection d'événements ;
- dans les radars, pour la détection de cibles ;
- dans les domaines du diagnostic, notamment médical
- plus généralement dans tout domaine demandant de prendre une décision binaire, fondée sur des données imprécises.

## Signification d'un taux de faux positifs
Par exemple, le dépistage de la trisomie 21 tel qu'il est couramment pratiqué en France conduit à un taux de détection de 90 % (c’est-à-dire un taux de faux négatifs de 10 %), pour un taux de faux positifs de 5 %.
- Le taux de détection de 90 % signifie que si cent femmes enceintes d'un fœtus trisomique passent ce test, en moyenne 90 grossesses anormales seront correctement identifiées, et 10 ne seront pas détectées.
- Symétriquement, le taux de faux positifs de 5 % signifie que si cent femmes enceintes d'un fœtus normal passent ce test, en moyenne 5 seront identifiées à tort comme des grossesses anormales.

### Seuil de détection et dépistage
Le résultat d'un test a une certaine distribution pour la population « normale », et une autre pour la population « anormale ». Le test est d'autant plus discriminant que ces résultats sont nettement différents, mais en général les deux distributions se recouvrent à la marge. Dans les zones où les résultats peuvent se recouvrir, il faut fixer un seuil à partir duquel on décidera que le test est « positif » ou « négatif ».
Un test est d'autant meilleur que le taux de détection est élevé (c’est-à-dire que le taux de faux négatifs est faible) et que le taux de faux positifs est faible. Le taux de faux positifs et le taux de détection dépendent tous les deux du seuil choisi et varient dans le même sens, ce qui signifie qu’il est impossible de simultanément augmenter le taux de détection et diminuer le taux de faux positif : tout ce que l’on peut faire est de trouver un compromis acceptable entre sensibilité et spécificité,,.
- Si l'on fixe un seuil « alarmiste » se déclenchant facilement, on augmente la sensibilité du test : le taux de détection augmentera (puisque plus d'anomalies seront correctement détectées), avec l'inconvénient que le taux de faux positifs augmentera également (puisque plus de cas normaux, précédemment à la limite, seront considérés comme anormaux).
- Inversement, si l'on fixe un seuil plus « prudent », on augmente la spécificité du test : le taux de faux positifs baissera puisque moins de cas normaux seront considérés comme positifs, mais avec l'inconvénient que le taux de détection baissera également (puisque moins de cas anormaux seront pris en compte).

Le choix du seuil dépend de ce que l'on veut faire du test, et de l'arbitrage entre le risque que représente un faux positif et celui d'une faible détection.

## Risque de surdiagnostic
En médecine, plus une maladie est rare, plus le risque de surdiagnostic est élevé. Ainsi, si l'on teste 1 000 personnes au hasard avec un test produisant 5 % de faux positifs, on annonce à 50 personnes que le test est positif. Si la maladie ne touche que 1 personne sur 1 000 dans la population générale, on peut montrer par le théorème de Bayes que la personne n'a (environ) que 2 % de risque d'être effectivement atteinte (intuitivement, on l'annonce à 50 personnes dont une seule est atteinte).
Le test permet, certes, de cerner une population éventuellement concernée sur laquelle on peut effectuer des tests plus précis (et plus coûteux). Il va cependant générer de l'angoisse et le risque de traiter une maladie inexistante (basé sur l'opinion erronée que le test étant « sûr à 95 % », la probabilité d'être réellement atteint est très élevée alors qu'elle est d'autant plus faible que la maladie est rare).
Pour cette raison, le dépistage systématique des maladies rares n'est généralement pas envisagé ; on préfère cibler des populations à risque.

## Mesures dérivées
Le taux de faux positifs est utilisé pour le calcul de nombreuses autres mesures statistiques, comme la précision et la spécificité.